# Callopora derjugini
Callopora derjugini är en mossdjursart som beskrevs av Arnold Girard Kluge 1955. Callopora derjugini ingår i släktet Callopora och familjen Calloporidae. Inga underarter finns listade i Catalogue of Life.